# Centre culturel franco-guinéen
Le centre culturel franco-guinéen est un établissement public situé à l'entrée de Kaloum, près du Pont 8 Novembre, à Conakry.

## Historique
Inaugurée en 1999, cette « maison commune » réunit le centre culturel franco-guinéen et l'Institut français de Guinée. Le centre culturel est subdivisé en deux grandes entités : le pôle artistique et le pôle documentaire.
Le centre culturel a une salle de spectacle qui porte le nom de l'espace Sory Kandia Kouyaté. D'une capacité d’accueil de 300 places, des spectacles, concerts ou encore projections y sont organisés.
Le Centre culturel est un lieu qui permet d’accueillir des expositions et des stands pour des salons.

## Description

### Rôle éducatif
Le centre culturel accueille l'Institut français de Guinée, dont le but premier est de proposer des cours, formations et examens de français. Il abrite également l'Espace Campus France Guinée, qui conseille et accompagne les étudiants guinéens dans leur cursus universitaire en France. 

### La médiathèque
La médiathèque du CCFG met à disposition une collection comprenant plus de 17 000 documents en livres et documents audiovisuels et   14500 ouvrages de fictions, documentaires.

### Événements
Le centre culturel participe à la scène culturelle locale, en créant des dizaines d'événements annuels dans les domaines des arts visuels, du cinéma, du spectacle vivant, de la musique, du théâtre et du débat d'idées. Il accueille également des débats, des salons et des conférences.